# Монян Молелекі
Монян Молелекі (сесото Monyane Moleleki, нар. 5 січня 1951 року в Мохлака-тука) — політичний діяч, заступник прем'єр-міністра Лесото (з 2017 року), а також міністра у справах парламенту. Будучи провідною фігурою в лівоцентристській партії Конгрес за демократію Лесото, Молелекі був міністром природних ресурсів з 1993 по 1994 рік, міністром інформації з 1996 по 1998 рік, знову міністром природних ресурсів з 1998 по 2004 рік, міністром закордонних справ з 2004 по 2007 рік і втретє міністром природних ресурсів з 2007 по 2012 рік. Після відходу з Конгресу за демократію Молелекі був заступником лідера іншої партії, Демократичного Конгресу, і з 2015 по 2016 рік був міністром поліції. Він покинув Демократичний конгрес і в 2017 році заснував нову партію — Союз демократів.

## Біографія
Молелекі народився 5 січня 1951 року в Мохлака-тука, район Масеру. Молелекі навчався в початковій школі Назарета з 1957 по 1965 рік і в середній християнській школі короля з 1966 по 1970 рік. Навчався у Фонді Томпсона (Велика Британія), де отримав диплом з журналістики, також з липня по жовтень 1994 року відвідував курси в Дар-ес-Саламі, Танзанія, і отримав диплом Асоціації мовлення Співдружності.
У 1982 році Молелекі закінчив магістратуру факультету журналістики Московського державного університету. У тому ж році також отримав сертифікат у галузі освітнього телевізійного мовлення у Вітватерсрандському університеті.
У 1993 році Молелекі призначений міністром національних ресурсів. 14 квітня 1994 року він був викрадений військовими разом з трьома іншими міністрами; в цьому інциденті один із заручників був убитий — заступник прем'єр-міністра Селомеці Бахоло. У травні 1994 року поліція оголосила страйк, Молелекі подав у відставку і перебрався в Ботсвану, заявивши, що побоюється за своє життя. У березні 1995 року повернувся в Лесото і 29 числа затриманий співробітниками Служби національної безпеки. У березні 1996 року на партійному з'їзді обраний заступником генерального секретаря правлячої партії Конгрес Басутоленда. У грудні 1996 року став міністром інформації та радіомовлення після смерті попереднього міністра Пакане Хала в листопаді, а в червні 1998 року він знову призначений міністром природних ресурсів.
Після кількох років роботи на посаді міністра природних ресурсів у листопаді 2004 року Молелекі став міністром закордонних справ і займав цю посаду до березня 2007 року, коли знову став міністром природних ресурсів.
Вночі 29 січня 2006 року було скоєно напад на його будинок, Молелекі отримав кульове поранення в руку. Однак є свідчення, що поранення було ножовим. Він сказав, що напад був політично мотивованим.
Молелекі розглядався деякими як можливий кандидат, який у кінцевому підсумку замінить на посаді прем'єр-міністра Пакаліту Мосісілі. Коли Мосілілі знову зайняв посаду в 2015 році, на цей раз як лідер демократичного конгресу, він призначив Молелекі, заступника лідера партії, міністром поліції.
Через повідомлення про те, що Молелекі обговорював з лідером опозиції Томом Табане створення союзу, в листопаді 2016 року Мосісілі зняв Молелекі з поста міністра поліції і замість цього призначив його на посаду в канцелярії прем'єр-міністра. Пізніше в тому ж місяці Молелекі і Табане оголосили про угоду щодо відсторонення Мосісілі і призначення Молелекі на пост прем'єр-міністра. У грудні 2016 року Молелекі виключили з демократичного Конгресу, і в січні 2017 року він заснував нову партію — Союз демократів. 1 березня 2017 року нова партія та її союзники висловили Мосісілі вотум недовіри і запропонували Молелекі як нового прем'єр-міністра. Однак Мосісілі відмовився йти у відставку і замість цього зажадав дострокових виборів, незважаючи на спробу опозиції перешкоджати цьому.
На парламентських виборах у червні 2017 року партії, що виступали проти Мосісілі, включаючи Союз демократів, отримали більшість місць, а Тома Табане став прем'єр-міністром. Кабінет Табане був приведений до присяги 23 червня 2017 року, в тому числі Молелекі як заступник прем'єр-міністра і міністр у справах парламенту.
Молелекі отримав прізвисько Махалетере за схожу на вуздечку борідку і вуса.
Одружений, є троє дітей (син і дві дочки), а також одна внучка.
Захоплюється класичною музикою, спортом і читанням.